# Cótimos
Cótimos es una freguesia portuguesa del concelho de Trancoso. 
Cuenta con una superficie de 12,14 km² y 194 habitantes (2001), por lo que su densidad de población es de 16,0 hab/km².